# Ulus
Ulus ist ein Wort aus dem Türkischen und ihm verwandten Sprachen.

## Begriffsgeschichte
- Ursprünglich steht Ulus für den Begriff Volk. Mit ulus wurde aber auch eine Apanage bezeichnet, bestehend aus Menschen und ihren Herden, die vor allem Mitgliedern türkisch-mongolischer Herrschergeschlechter zugeteilt wurde. Im Deutschen wird ulus häufig mit „Reichsgebiet“ übersetzt. Im Zuge des Zerfalls des Mongolischen Reiches wandelten sich diese einstigen Teile des mongolischen Gesamtreiches zu selbständigen Teilstaaten.
- In Verwaltungssprachen bezeichnet Ulus einen kleinen Verwaltungsbezirk:
  - historisch im Osmanischen Reich und in der Kalmückischen ASSR
  - heute in der Republik Sacha im Nordosten der Russischen Föderation. Dort entspricht es dem russischen Begriff Rajon. Dabei ist улус/ulus die russische Version, die jakutische dagegen улууha/uluuha.[1] Ganz allgemein sind es in Russland kleine administrativ-territoriale Einheiten wie ein russischer Wolost in Burjatien, Kalmückien und Jakutien.[2]
  - In der Republik Burjatien werden Siedlungen mit einer überwiegend einheimischen Bevölkerung auch Ulus genannt, sie entsprechen ungefähr einem Dorf.[3]

## Ulusals Eigenname
Ulus heißen:
- ein Landkreis in der türkischen Provinz Bartın, siehe Ulus (Bartın)
- das historische Stadtzentrum von Ankara, siehe Ulus (Ankara)
- ein Viertel im Stadtteil Beşiktaş von Istanbul, siehe Ulus (Istanbul)
- ein türkischer Leichtathlet, siehe Cihat Ulus